# Ettounsiya TV
Ettounsiya TV (arabe : TV التونسية), plus simplement appelée Ettounsiya, également orthographiée Ettounsia, orthographe choisie par la chaîne pour son site web et sa diffusion numérique qu'elle gardera jusqu'à sa disparition, est une chaîne de télévision généraliste tunisienne, arabophone et privée. En septembre 2014, la chaîne est vendue et une fusion a lieu avec El Hiwar El Tounsi.

## Histoire
Le lancement d'une chaîne de télévision est une idée qui séduit l'animateur, producteur et réalisateur Sami Fehri, associé à l'homme d'affaires Belhassen Trabelsi, à partir de 2009. Ils hésitent entre deux appellations pour leur future chaîne : Elissa TV ou Carthage TV,.
Seul après la révolution de 2011, Fehri décide de lancer sa propre chaîne, Ettounsiya TV. Il annonce son lancement le 16 mars 2011.
Elle commence par diffuser des émissions comme Andi Mankolek, auparavant diffusée sur Tunisie 7. Fehri créé aussi La Logique politique, suite de l'émission Kadechna logique diffusée sous le régime de Zine el-Abidine Ben Ali pendant le ramadan mais où parler de politique était interdit. La chaîne diffuse aussi Labès, émission présentée par Naoufel Ouertani.
Le 6 juillet 2013, Slim Riahi, devenu propriétaire de la fréquence de la chaîne, annonce la rupture des liens avec la société Cactus production et coupe la fréquence, tout en annonçant vouloir lancer un bouquet composé de trois chaînes. Tahar Ben Hassine, propriétaire de la chaîne El Hiwar El Tounsi, propose alors que les programmes de la chaîne soient diffusés sur les fréquences de sa propre chaîne.
La Haute Autorité indépendante de la communication audiovisuelle n'ayant pas accordé d'autorisation de diffusion à Ettounsiya TV, Sami Fehri, producteur de la plupart des programmes de cette chaîne, diffuse ses émissions sur El Hiwar El Tounsi à partir du 28 septembre 2014, entraînant la disparition de la chaîne en tant qu'entité indépendante.

## Propriétaires
Propriété de la société américaine Rainbow Media Tunisia LLC, filiale de la Rainbow Holding Company LLC basée à Newark (Delaware), elle est rachetée par l’homme d’affaires Slim Riahi au printemps 2013. Cependant, il ne serait que le propriétaire de la fréquence,. Pascal Piron, qui se présente comme le dirigeant de Rainbow Media Tunisia LLC, affirme que le seul propriétaire légal du nom de la chaîne reste sa société ; il affirme également que Riahi, qui ne l'a jamais acquise car il ne s'est pas adressé à son propriétaire légitime, a ensuite résilié le contrat de location de la fréquence pour en conclure un nouveau avec une société basée à Dubaï.
De son côté, l'animateur et rédacteur en chef Naoufel Ouertani affirme pour sa part que la chaîne est la propriété de Cactus production, qui poursuivra Riahi en justice pour escroquerie,. Ce dernier est condamné le 12 août par le tribunal de première instance de Tunis à payer une amende quotidienne de 5 000 dinars pour avoir utilisé illégalement le logo de la chaîne.
En septembre 2014, la chaîne est vendue à l'épouse de Sami Fehri et une fusion a lieu dans la nuit du 28 septembre entre El Hiwar El Tounsi et Ettounsiya TV.

## Émissions
| Nom                  | Nom original    | Présentateur                      | Diffusion                                   |
| -------------------- | --------------- | --------------------------------- | ------------------------------------------- |
| Labès                | لاباس           | Naoufel Ouertani                  | Samedi et mercredi Tous les jours (Ramadan) |
| Interview exclusive  | حوار خاص        | Wael Toukabri Soufiane Ben Farhat | Lundi                                       |
| Roufiat El Jalsa     | رفعت الجلسة     | Mounir Ben Salha                  | Mardi                                       |
| Andi Mankolek        | عندي منقلك      | Ala Chebbi                        | Vendredi                                    |
| Au cœur              | في الصميم       | Zouhair Ltaief                    | Vendredi                                    |
| Urgence              | حالة طوارئ      |                                   |                                             |
| Article distinct     | فصل المقال      | Soufiane Ben Farhat               | Mercredi                                    |
| Reportage            | ريبورتاج        |                                   |                                             |
| La Logique politique | اللوجيك السياسي | Taoufik Laabidi (marionnette)     | Jeudi Tous les jours (Ramadan)              |
| Vingt-quatre heures  | 24 ساعة         |                                   |                                             |
| Journal d'un citoyen | يوميات مواطن    | Sami Bannour                      | Samedi                                      |
| Le Crocodile         | التمساح         | Wassim Herissi                    | Tous les jours (Ramadan)                    |
| 9h du soir           | التاسعة مساءًا   | Moez Ben Gharbia                  | Mardi et vendredi                           |
| Klem Ennes           | كلام النّاس      | Naoufel Ouertani                  | Dimanche                                    |

## Séries télévisées
- Adam
- Bent Walad
- Casting
- Chobbik Lobbik
- Maktoub
- Caméra Café
- Layem
- Happy Ness